# Pedalj
Pedalj is een plaats in de gemeente Dvor in de Kroatische provincie Sisak-Moslavina. De plaats telt 67 inwoners (2001).